# Irene Grandi LIVE
Irene Grandi LIVE è un DVD live della cantante italiana Irene Grandi, pubblicato il 25 novembre 2005.
Nel DVD è presente una selezione di brani cantati: il 24 agosto 2005 al Cocacolalive@mtv a Siracusa, il 1º settembre 2005 con il Set acustico Le Rime Rampanti a Firenze e il 16 settembre 2005 durante l'Indelebile Tour a Lanciano in provincia di Chieti.
Nel DVD sono presenti anche numerosi contenuti speciali, tra cui interviste ad Irene Grandi, band, crew e molto altro.
La copertina di questo DVD è stata estrapolata dal set fotografico, opera del fotografo Francesco Allegretti, che Irene Grandi ha fatto per l'album Indelebile.
La foto rappresenta la locandina del Indelebile tour 2005.

## Tracce
Cocacolalive@mtv 
1. Lasciala andare
2. Non resisto
3. La tua ragazza sempre
4. In vacanza da una vita

Set acustico Le Rime Rampanti 
1. Che vita è
2. Se mi vuoi
3. Un motivo maledetto
4. Un bagno in mare
5. Dolcissimo amore
6. Non resisto
7. È solo un sogno (con Stefano Bollani)

Indelebile Tour 
1. Per fare l'amore
2. La mia teoria
3. La danza del sole
4. Sono nata in una grande città (con Edoardo Bennato)
5. Prima di partire per un lungo viaggio
6. Mille volte
7. Bum bum
8. È in te
9. Santissima Janis
10. Lady picche

## Classifiche
| Classifica (2005) | Posizione |
| ----------------- | --------- |
| Italia            | 15        |